# روده کوچک
روده کوچک (به انگلیسی: Small intestine) یا روده باریک بخشی از دستگاه گوارش است که بین معده و روده بزرگ قرار دارد و بیشترِ گوارش و جذب مواد غذایی در آن انجام می‌شود. مواد شیره روده، لوزالمعده (پانکرِآس) و صفرا (زَهره) به روده کوچک می‌ریزند.
روده کوچک، دارای سه ناحیه مجزا است: دوازدهه (دوئودِنوم)، تهی‌روده (ژِژونوم) و درازروده (ایلِئوم).

## کالبدشناسی
روده کوچک طولانی‌ترین بخش دستگاه گوارش است که حدود ۵ تا ۶ متر طول دارد. چون قطر این روده باریک است (فقط ۲ تا ۴ سانتیمتر) به آن روده باریک یا روده کوچک گفته می‌شود (در مقایسه با روده بزرگ که قطرش ۶ سانتی‌متر است).
اولین قسمت از روده کوچک که بلافاصله پس از معده قرار دارد، اصطلاحاً دوازدهه یا   اثنی عشر نامیده شده‌است. دوازدهه کوتاه‌ترین بخش از روده کوچک است. دو بخش دیگر از روده کوچک، پس از دوازدهه قرار دارند. این دو قسمت به ترتیب عبارت‌اند از تهی‌روده و درازروده.
متوسط اندازه روده کوچک در زنان و مردان برای مردان(۶٫۹) متر و برای زنان(۷٫۱۰) متر می باشد.

## گوارش
وقتی خوراک از معده وارد دوازدهه می‌شود، به علت آمیخته بودن با ترشی معده، هنوز اسیدی می‌باشد. در محل دئودنوم (دوازدهه)، یک شیره گوارشی قلیایی به نام سدیم بی‌کربنات به این غذا اضافه می‌گردد تا حالت اسیدی آن را خنثی نماید. این شیره گوارشی از لوزالمعده ترشح می‌گردد و حاوی آنزیم‌هایی است که باعث ادامه گوارده شدن غذا می‌شود. لوزالمعده می‌تواند‌ تحت تاثیر هورمون سکرتین  قرار بگیرد و ترشح بی‌کربنات سدیم را افزایش دهد. صفرا نیز کمی پس از ورود کیموس معده به درون دوازدهه در همین محل به غذا اضافه می‌گردد. صفرا فاقد آنزیم و ترکیبی است از نمک‌های صفراوی، بی‌کربنات سدیم، کلسترول، فسفولیپید لسیتین و رنگ‌ها مثل بیلی‌روبین و بیلی‌وردین.
در روده کوچک بر اثر عمل گوارش، پروتئین‌ها به اسید آمینه، کربوهیدرات‌ها به گلوکز و سایر قندهای ساده‌، و چربی‌ها به اسیدهای چرب و گلیسرول تجزیه می‌گردند. لیپیدها (گلیسرول، اسیدهای چرب و  مونوگلیسیریدها) با قاعده انتشار از یاخته‌های پوششی روده کوچک عبور کرده و با کمک شبکه آندوپلاسمی و جسم گلژیِ این یاخته‌ها دوباره به صورت تری‌گلیسیرید ساخته شده و سپس به همراه فسفولیپیدها و کلسترول‌ها و پروتئین‌ها به شکل ذرات کیلومیکرون با قاعده برون‌رانی  از یاخته خارج می‌شوند و جذب رگ‌های لنفی می‌گردند اما مستقیماً وارد کبد نمی‌شوند. سپس خوراک گوارش‌یافته از طریق دیواره روده کوچک به جریان خون جذب می‌شود.. بر اثر انقباض‌های موجی‌شکل و منظم ماهیچه‌های دیواره روده‌ها، غذا در طول روده حرکت کرده و به جلو می‌رود. این حرکت را اصطلاحاً حرکت کِرمی (پریستالسیس) می‌نامند. علاوه بر این حرکت، حرکت قطعه قطعه کننده وجود دارد که به صورت انقباض‌های یک در میان می‌باشد.
دیواره روده‌ها صاف نیست بلکه دارای میلیون‌ها چین‌خوردگی است. پرز بر روی این چین‌ها ایجاد می‌شود. سطح غشای یاخته‌های پوششی روده کوچک در سمت فضای روده چین می‌خورد و ریزپرز را به وجود می‌آورد. پرزها باعث می‌شوند که سطح وسیعی در روده‌ها ایجاد شود تا جذب خوراک بهتر صورت گیرد.

## حرکات

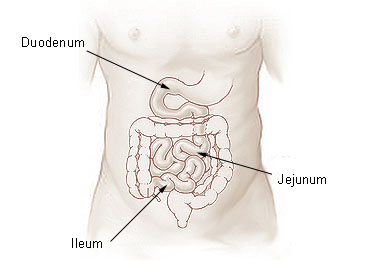
روده کوچک در بدن

حرکات روده  را نیز مثل سایر نقاط لولهٔ گوارش می‌توان به انقباضات مخلوط‌کننده و پیش برنده تقسیم کرد. با این وجود این تقسیم‌بندی چندان دقیق نیست چراکه عملاً کلیهٔ حرکات رودهٔ باریک لااقل تاحدودی موجب مخلوط شدن و به جلو رانده شدن غذا می‌شود.

### انقباضات مخلوط کننده (قطعه قطعه کننده)
هنگامی که قسمتی از رودهٔ باریک بوسیلهٔ کیموس متسمع می‌شود این اتساع (کشش)  موجب بروز انقباضات موضعی می‌شود که به فواصل معین در طول روده به وجود می‌آیند. این انقباضات ریتمیک با فرکانس ۱۱ تا ۱۲ بار در دقیقه یا فرکانس‌های تدریجاً کمتری تا ۷ بار در دقیقه در انتهای ایلئوم ایجاد می‌شود. طول هر انقباض در حدود یک سانتی‌متر است.

### حرکات پیش برنده
کیموس در روده به وسیلهٔ امواج دودی به جلو رانده می‌شود. این امواج در هر نقطه از رودهٔ باریک شروع می‌شوند وبا سرعت نیم تا ۲ سانتی‌متر در ثانیه(۷۲ متر در ساعت) به طرف مقعد سِیر می‌کنند. این امواج در قسمت‌های ابتدایی روده سریع تر و در قسمت‌های انتهایی آهسته‌تر حرکت می‌کنند. در حالت کلی این امواج، امواجی ضعیف هستند و معمولاً پس از مسافت حدود ۱۵ سانتی‌متر از بین می‌روند.
عمل امواج دودی در رودهٔ باریک نه فقط جلو بردن کیموس به سوی دریچهٔ ایلئوسکال بلکه همچنین پخش کردن کیموس بر روی مخاط روده است.

## نگارخانه

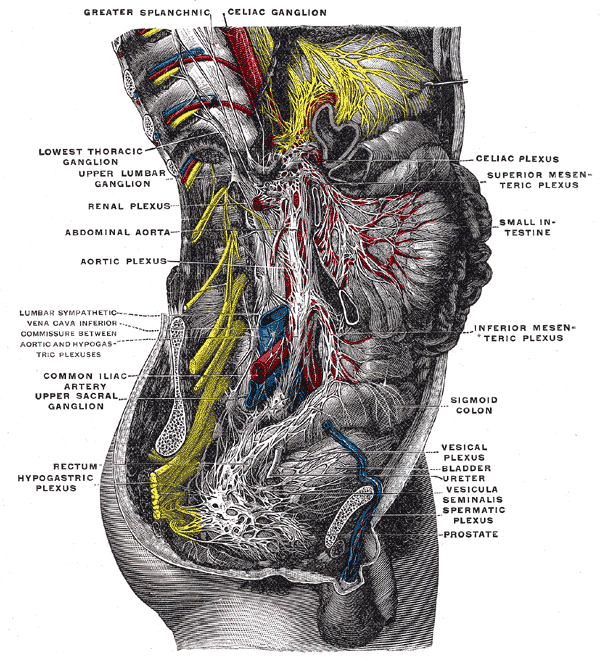
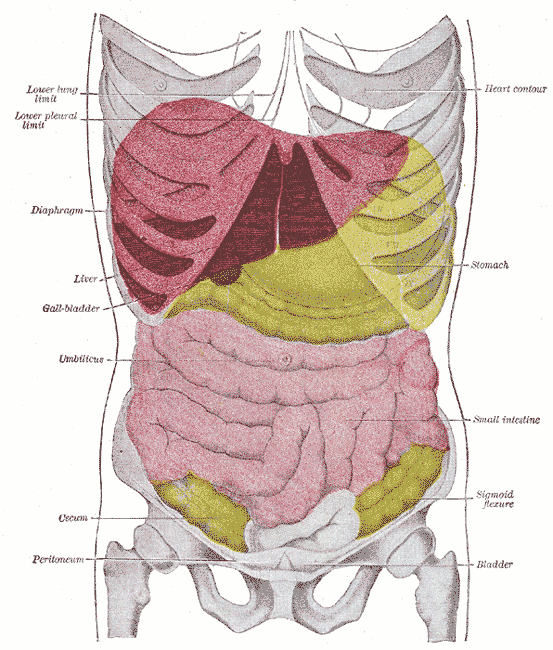